# Francis Crozier
Pour les articles homonymes, voir Crosier.
Francis Rawdon Moira Crozier (né en août ou septembre 1796, possiblement le 16 août, à Banbridge – mort probablement en 1848 aux alentours de l'île du Roi-Guillaume) est un capitaine de vaisseau de la Royal Navy et un explorateur britannique qui participa à six expéditions polaires.

## Biographie

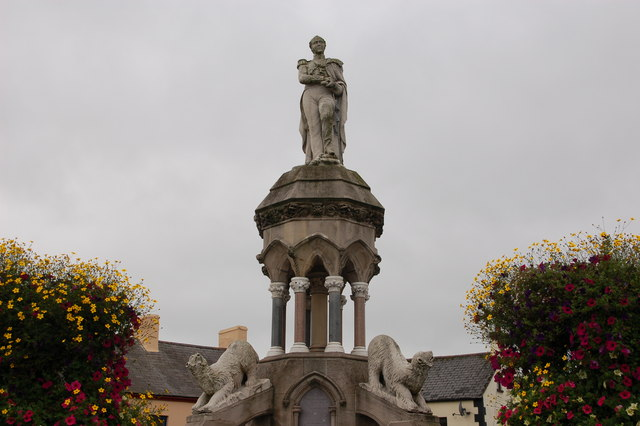
Monument élevé à Crozier dans sa ville natale, Banbridge. Entouré d'ours polaires, Crozier a le regard tourné vers le Nord-Ouest.

C'est le cinquième enfant de George Crozier, un avocat. La famille est ami avec le marquis de Downshire et comte de Moira, Francis Rawdon-Hastings, d'où ses prénoms Rawdon et Moira.
Il participe à six expéditions polaires en Arctique et en Antarctique entre 1821 et 1848. Humble, il ne recherche pas la gloire personnelle même si à son époque, seul James Clark Ross est aussi expérimenté en conditions polaires que lui. Il périt lors de l'expédition Franklin après que le navire qu'il dirigeait, le HMS Terror fut bloqué, avec l'autre navire de l'expédition le HMS Erebus, par la glace dans l'archipel arctique canadien.
Peu reconnu par ses pairs et sans avoir jamais reçu de reconnaissance officielle, selon le biographe Michael Smith, c'est son ascendance irlandaise qui lui a probablement joué des tours dans le monde très anglais de l'Amirauté, sans cependant pouvoir y apporter de preuves.

## Postérité

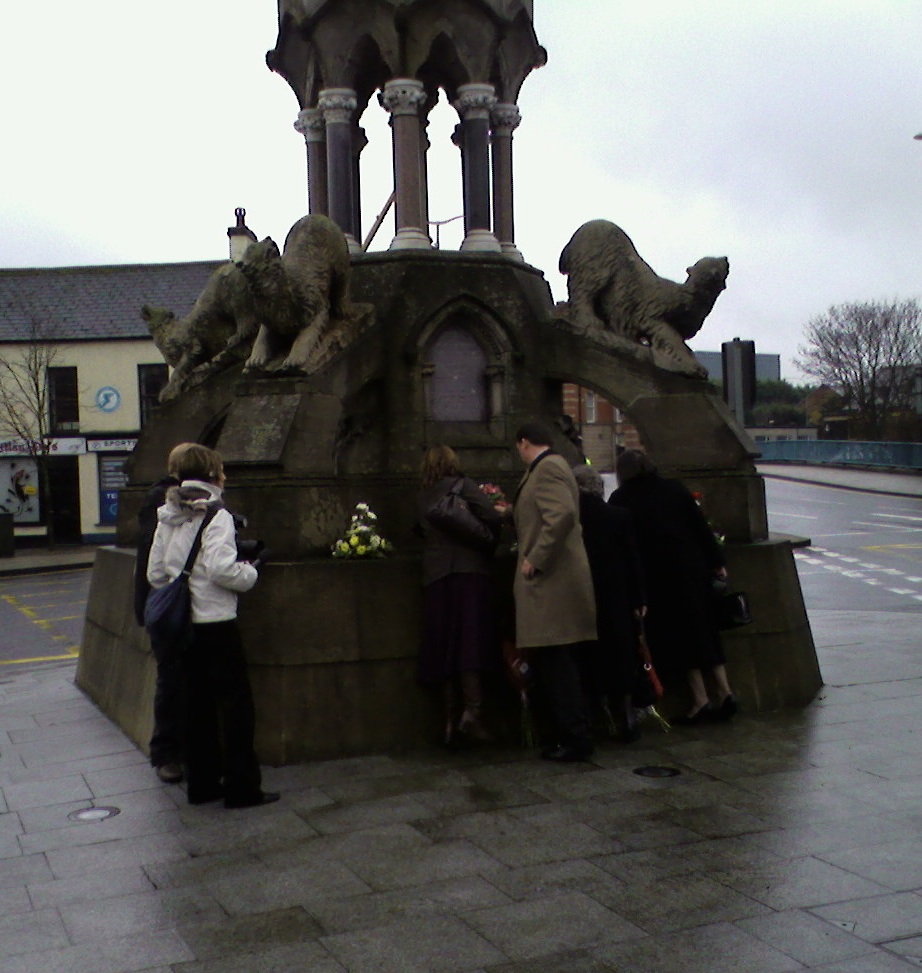
Des descendants de Crozier posant des fleurs sur le monument Crozier de Banbridge en janvier 2008

De nombreux lieux portent le nom de « Crozier », notamment des caps sur l'île de Ross et l'île du Roi-Guillaume, un sommet (le Mont Crozier) sur les îles Kerguelen et l'île Crozier.
En 1935, l'union astronomique internationale a donné le nom de Crozier à un cratère lunaire.